# Dorin Goian
Nicolae Dorin Goian (Szucsáva, 1980. december 12. –) román válogatott labdarúgó, menedzser.

## Pályafutása

### Klubcsapatokban
A futballpályafutását a Foresta Suceava klubban kezdte. 17 évesen az utánpótlás együttesben játszott, majd 1999-ben már az első csapatban lépett pályára a második ligában. Két meccset játszott, de tavasszal kölcsönadták a Gloria Buzăunak. Időközben a Foresta feljutott az első ligába, augusztus 5-én pedig Goian a Gloria Bistrița elleni 2-0-s győzelemmel mutatkozott be a román élvonalban.
2002 elején visszatért az első ligába. A FC Ceahlăul Piatra Neamț csapat játékosa lett. Kezdőjátékosként számítottak rá, 2003-ban az 5. helyet szerezték meg a bajnokságban. A 2003–04-es szezon őszi fordulójában is ott játszott, tavasszal pedig a Bacăuhoz került, ahol egy év alatt 26 mérkőzésen lépett pályára.

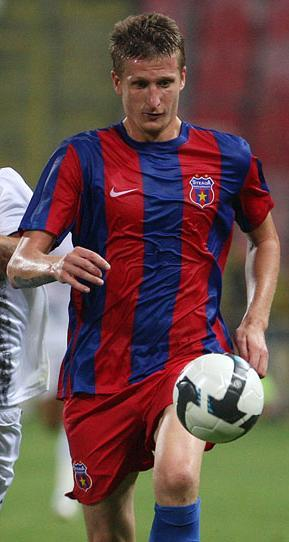
A Steaua București játékosaként 2009-ben

2004 őszén Románia egyik legjobb csapatához, a Steaua Bucureștihez került. Öt évre szóló szerződést írt alá. Korábbi játékostársaival: Andrei Cristeával, Eugen Baciuval és Florin Lovinnal együtt érkezett a Steauába. A szezon végén román bajnok lett. Megszerezte első gólját a Steauában a norvég Vålerenga Fotball elleni Európa-liga mérkőzésen.
A 2005–06-os nemzetközi kupaidényben ő lett a csapat legjobb góllövője az RC Lens, a Halmstads BK és az SC Heerenveen elleni találkozókon is betalált. Ebben az időszakban lett – pályafutása során másodszor – országos bajnok.
A 2006–07-es szezonban az ezüstérmes csapat tagja volt. 2007–08-ban játszott a Zagłębie Lubin és a BATE Bariszav elleni UEFA-bajnokok ligája selejtezőkön. Gólokat szerzett mindkét meccsen, valamint a Slavia Praha elleni csoportmérkőzésen is.
2009 nyarán az olasz Palermóba igazolt, ahol a 2009–10-es szezonban 14 Serie A mérkőzésen szerepelt.
2011 júliusában a Rangershöz igazolt. 2012-ben kölcsönadták a Spezia Calcionak, 2013-ban pedig az  Asztérasz Trípolisz játékosa lett. 2016-ban ott fejezte be a labdarúgó pályafutását.

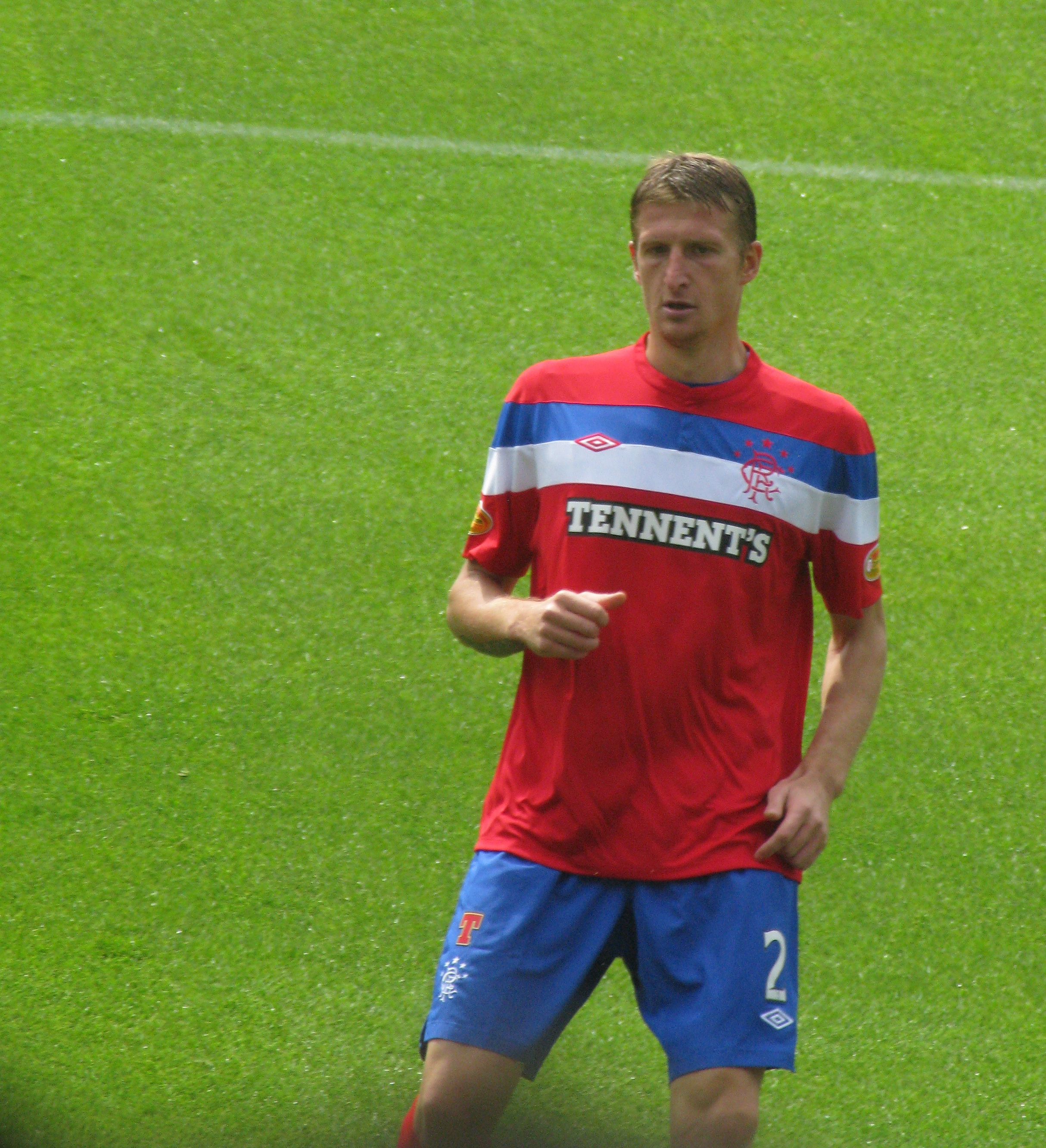
A Glasgow Rangers mezében

### A válogatottban

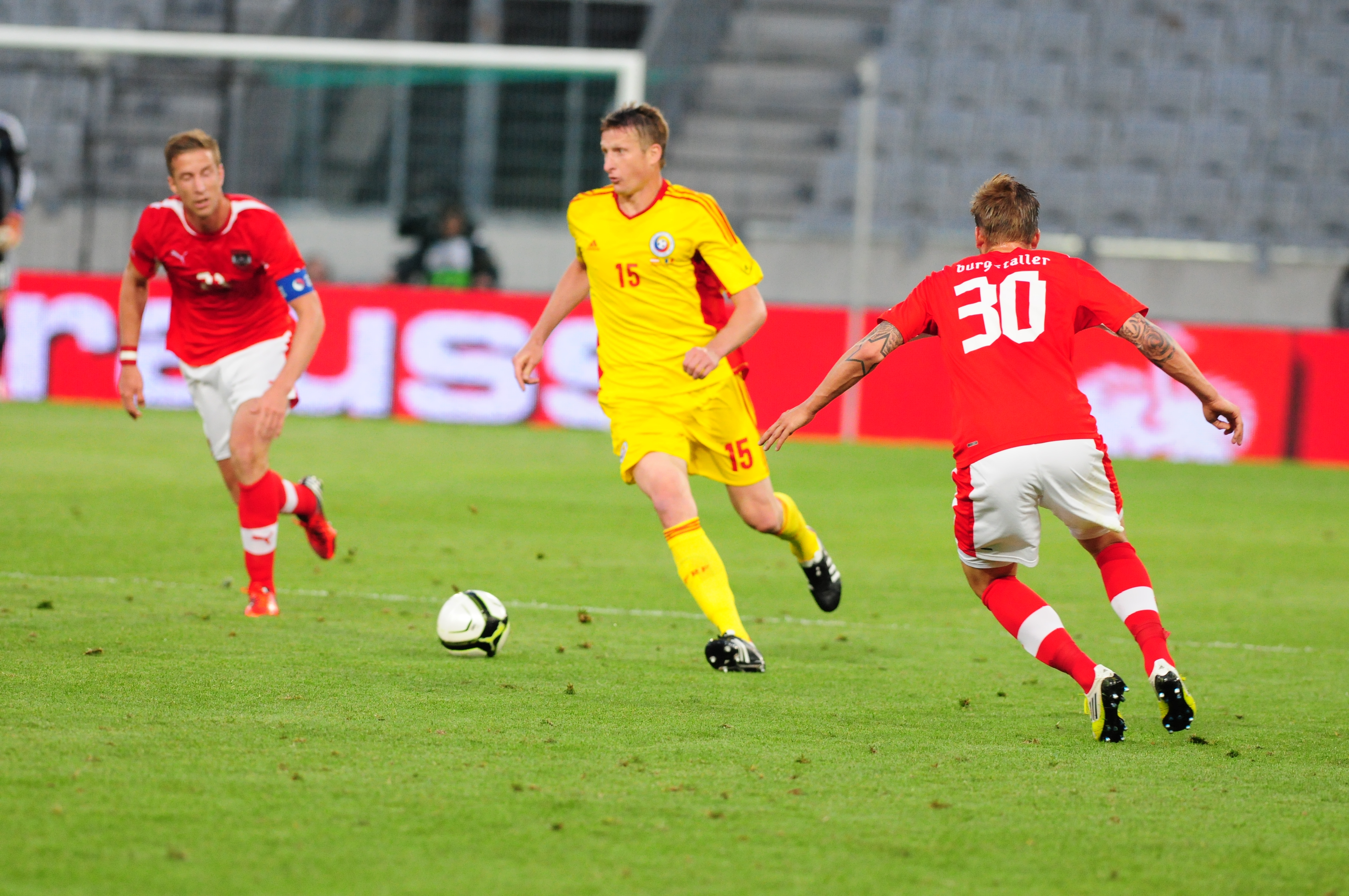
Goian az Ausztria elleni találkozón (2012. június 5.)

2005. november 16-án mutatkozott be a román válogatottban, a Nigéria elleni 3–0-ra végződő barátságos mérkőzésen. A 2008-as Európa-bajnokság selejtezőjében fontos szerepet játszott, kétszer is eredményes volt: a  Fehéroroszország (3-1) és a  Hollandia (1-0) elleni mérkőzésen.

## Statisztika

### A válogatottban
| Válogatott | Év       | Mérk. | Gól |
| ---------- | -------- | ----- | --- |
| Románia    | 2005     | 1     | 0   |
| Románia    | 2006     | 5     | 1   |
| Románia    | 2007     | 11    | 2   |
| Románia    | 2008     | 8     | 2   |
| Románia    | 2009     | 6     | 0   |
| Románia    | 2010     | 4     | 0   |
| Románia    | 2011     | 7     | 0   |
| Románia    | 2012     | 7     | 0   |
| Románia    | 2013     | 10    | 0   |
| Románia    | 2014     | 1     | 0   |
| Románia    | 2015     | 0     | 0   |
| Összesen   | Összesen | 60    | 5   |

## Sikerei, díjai

### Klubcsapatokkal
Steaua București
- Román bajnok: 2005, 2006
- Román szuperkupa-győztes: 2006
- UEFA-kupa elődöntő: 2006

 Palermo
- Olasz labdarúgókupa döntőse: 2011

 Glasgow Rangers
- Skót bajnokság ezüstérmese: 2012

## Fordítás
- Ez a szócikk részben vagy egészben  a   Dorin Goian című lengyel Wikipédia-szócikk ezen változatának fordításán alapul.  Az eredeti cikk szerkesztőit annak laptörténete sorolja fel. Ez a jelzés csupán a megfogalmazás eredetét és a szerzői jogokat jelzi, nem szolgál a cikkben szereplő információk forrásmegjelöléseként.